# Balgau
Balgau (elsässisch „Balgäu“) ist eine französische Gemeinde mit 940 Einwohnern (Stand 1. Januar 2022) im Département Haut-Rhin in der Region Grand Est (bis 2015 Elsass). Sie gehört zum Gemeindeverband Communauté de communes Alsace Rhin Brisach. Die Bewohner werden Balgauviens und Balgauviennes genannt.

## Geografie
Belgau liegt circa 21,5 Kilometer südöstlich von Colmar, circa 25,5 Kilometer nordwestlich von Mülhausen und circa 23 Kilometer westsüdwestlich von Freiburg im Breisgau am Ufer des Rheinseitenkanals und des Rheins an der Grenze zu Deutschland.
Umgeben wird Belgau von den fünf Nachbargemeinden:
| Rustenhart  |                                             | Nambsheim                       |
|             | Kompassrose, die auf Nachbargemeinden zeigt | Hartheim am Rhein (Deutschland) |
| Hirtzfelden | Fessenheim                                  |                                 |

## Geschichte
Aus Dokumenten geht hervor, dass die Siedlung im Jahr 896 zu einer Abtei gehörte. Der Name Balgau geht auf eine Adelsfamilie im 14. und 15. Jahrhundert zurück. Das Dorf blieb von den Folgen des Dreißigjährigen Krieges nicht verschont. Von 1871 bis zum Ende des Ersten Weltkrieges gehörte Balgau als Teil des Reichslandes Elsaß-Lothringen zum Deutschen Reich und war dem Kreis Colmar im Bezirk Oberelsaß zugeordnet.

## Bevölkerungsentwicklung
| Jahr                                            | 1910 | 1962 | 1968 | 1975 | 1982 | 1990 | 1999 | 2006 | 2013 | 2020 |
| ----------------------------------------------- | ---- | ---- | ---- | ---- | ---- | ---- | ---- | ---- | ---- | ---- |
| Einwohner                                       | 442  | 408  | 421  | 486  | 543  | 629  | 708  | 841  | 934  | 970  |
| Quellen: Gemeindeverzeichnis, Cassini und INSEE |      |      |      |      |      |      |      |      |      |      |

## Wappen
Wappenbeschreibung: In Silber und Schwarz geteilt; oben ein aus der Teilung wachsender roter Löwe.

## Zweckverband
Balgau ist Mitglied im Grenzüberschreitenden örtlichen Zweckverband Mittelhardt-Oberrhein, der auf Basis des Karlsruher Übereinkommens die grenzüberschreitende kommunale Zusammenarbeit von Gemeinden im Elsass und Baden fördert.

## Sehenswürdigkeiten
Die Kirche Saint-Nicolas (St. Nikolaus) wurde 1861 errichtet. 1874 erhielt sie eine Rinckenbach-Orgel, die heute älteste der Brüder Martin und Joseph Rinckenbach.

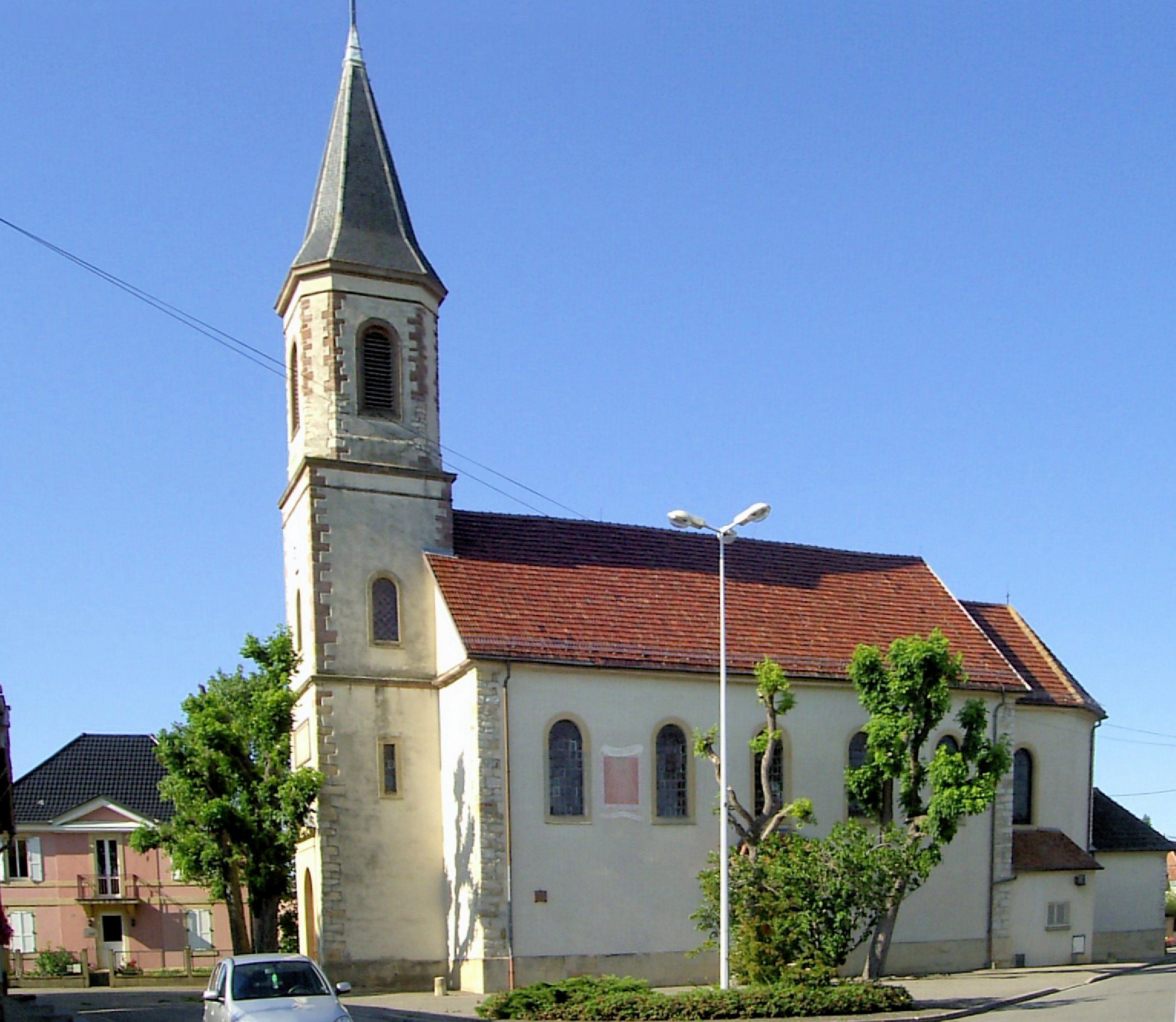
St. Nikolaus, Südseite
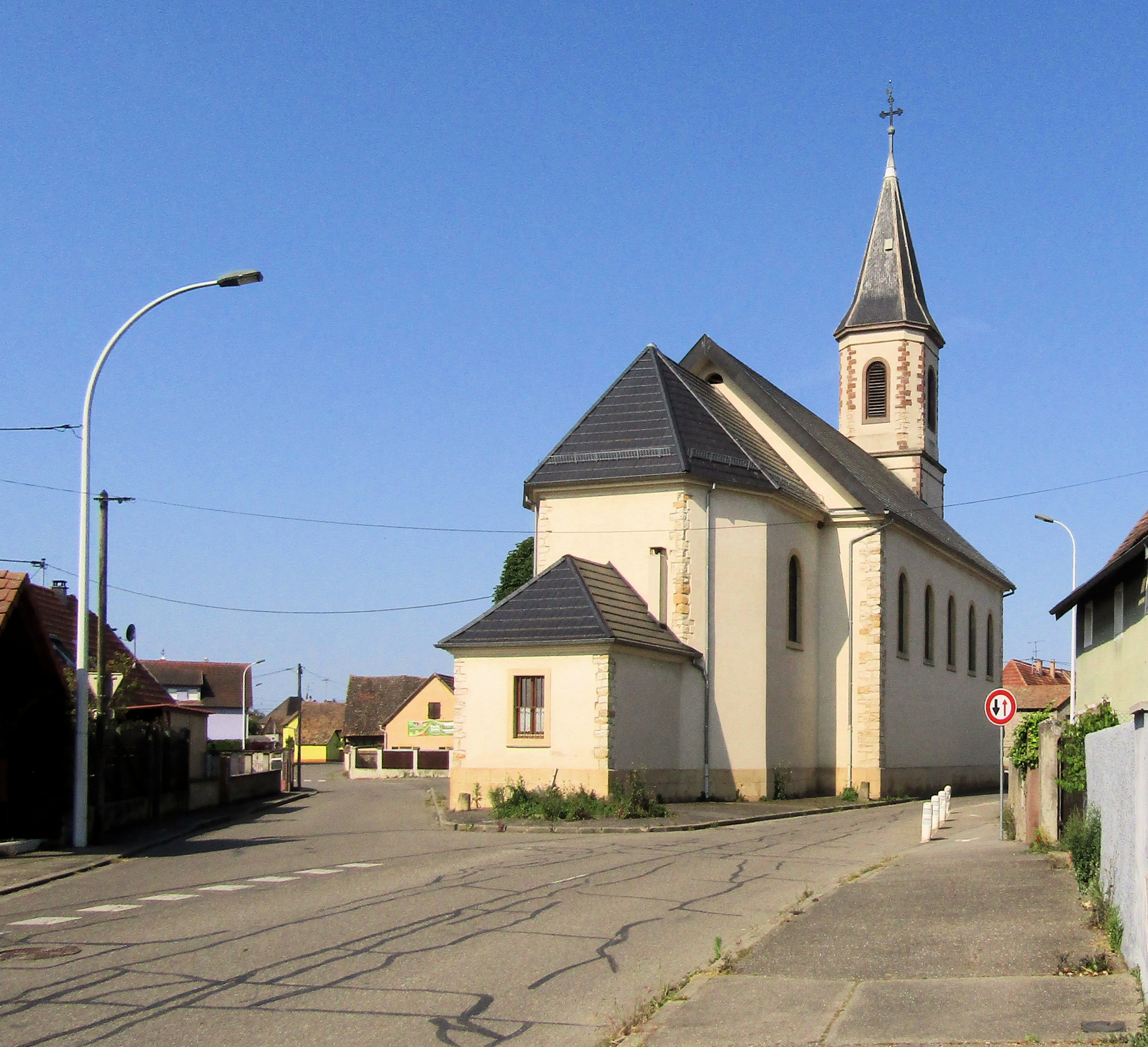
St. Nikolaus, Nordostseite
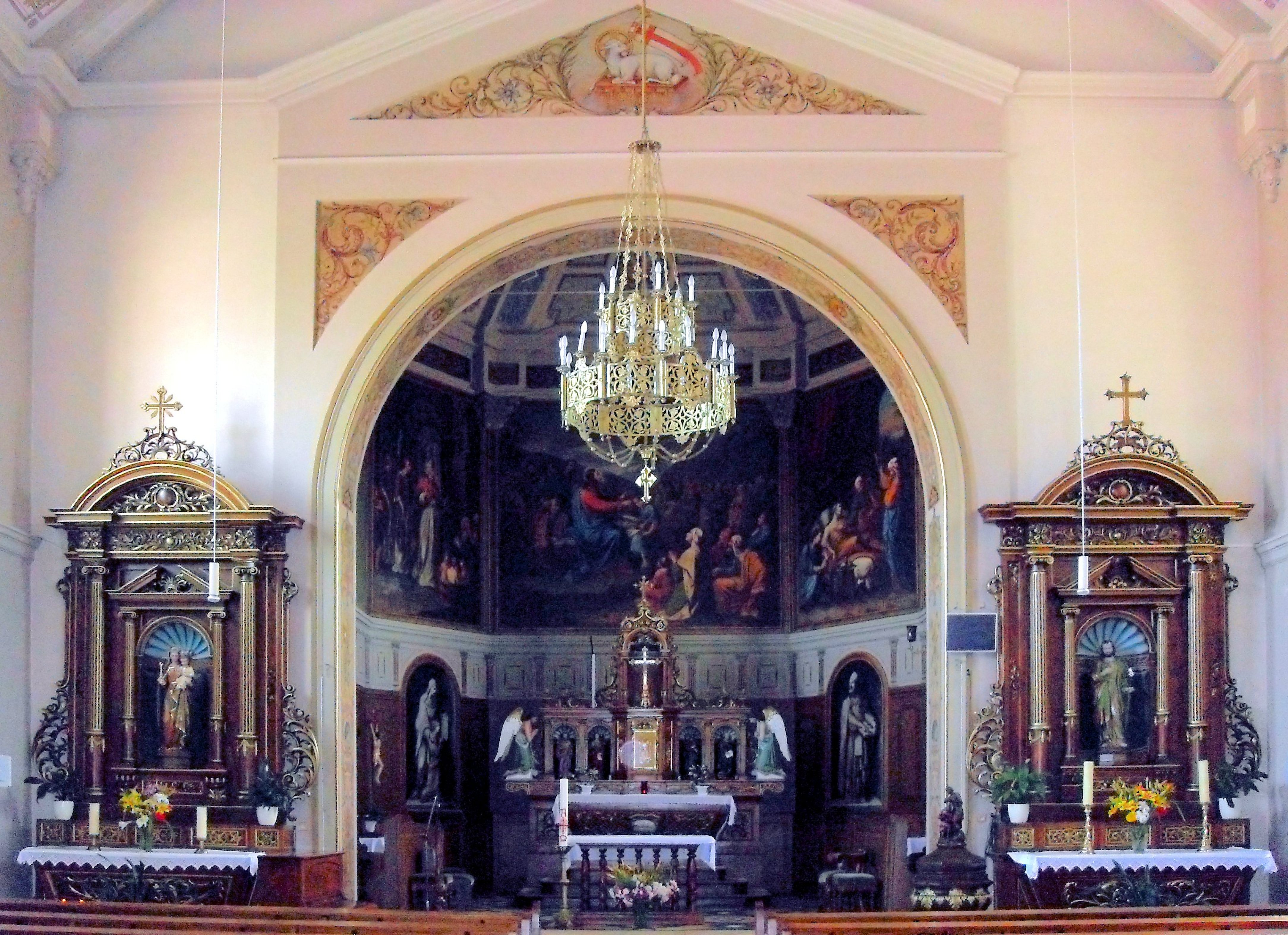
Innenansicht St. Nikolaus
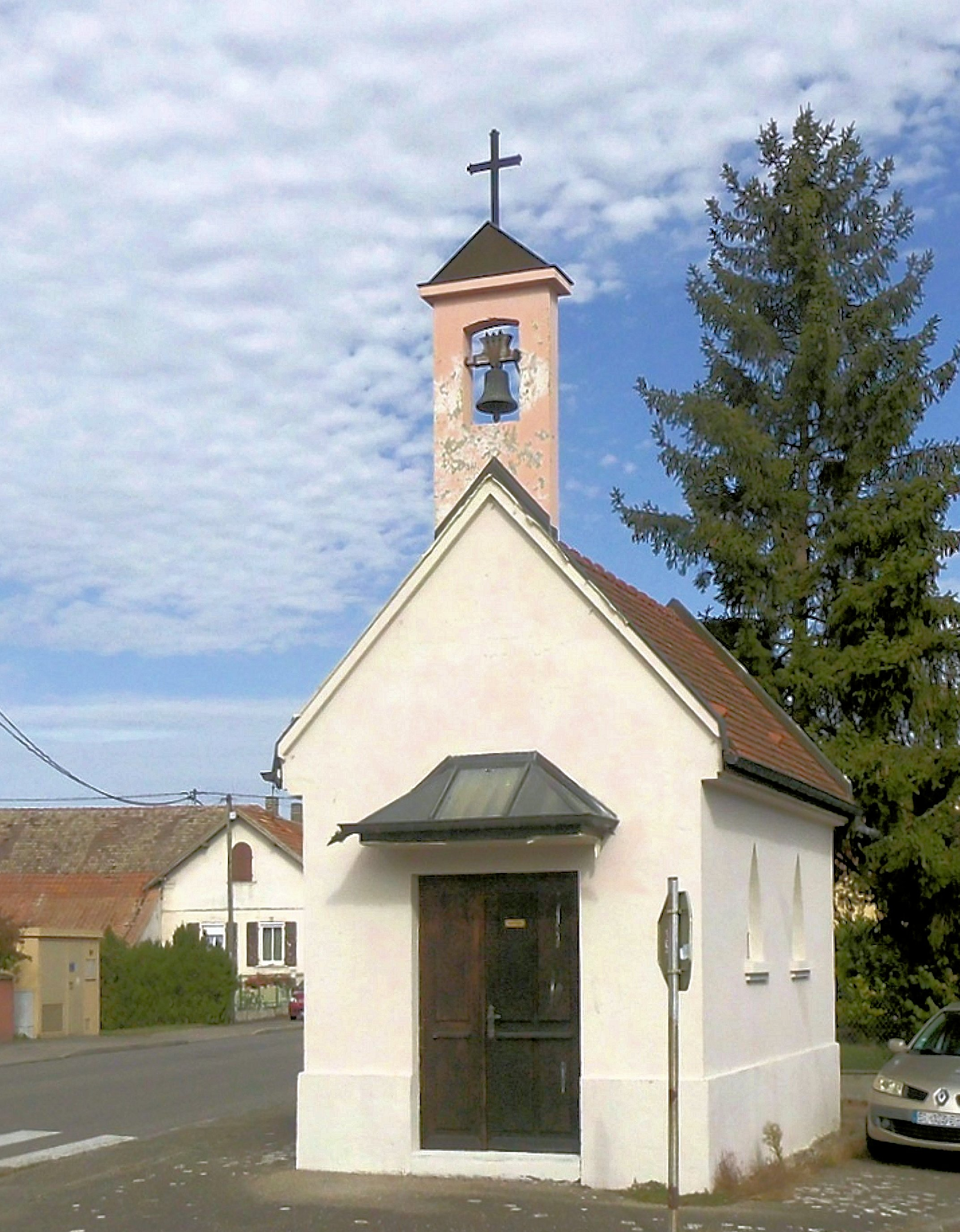
Kapelle der Fürsprecher der Vierzehn Heiligen